# Distretto di Ile (Kazakistan)
Il distretto di Ile (in kazako Іле ауданы?) è un distretto (audan) del Kazakistan con  capoluogo Otegen Batyr.